# Wuhu
Wuhu (chinesisch 蕪湖市 / 芜湖市, Pinyin Wúhú Shì, wörtlich „überwucherte See Stadt“) ist eine bezirksfreie Stadt mit 3.644.420 Einwohnern (Stand: Ende 2020) und einer Fläche von 6.010 km² im Südosten der chinesischen Provinz Anhui, rund 360 Kilometer westlich von Shanghai und 90 Kilometer von Nanjing entfernt.
Die nächste Großstadt ist Ma’anshan, im Norden.

## Administrative Gliederung
Auf Kreisebene setzt sich Wuhu aus vier Stadtbezirken, drei Kreisen und einer kreisfreien Stadt zusammen. (Stand: Ende 2020) Diese sind:
- Stadtbezirk Jinghu (镜湖区), 116,4 km², 478.658 Einwohner, Zentrum, Sitz der Stadtregierung;
- Stadtbezirk Yijiang (弋江区), 170,2 km², 422.620 Einwohner;
- Stadtbezirk Jiujiang (鸠江区), 882,7 km², 721.521 Einwohner;
- Stadtbezirk Sanshan (三山区), 337,7 km², 184.553 Einwohner;
- Stadtbezirk Wanzhi (湾沚区), 646,6 km², 344.016 Einwohner; (früher Kreis Wuhu – 芜湖县)
- Kreis Fanchang (繁昌县), 588,8 km², 243.907 Einwohner, Hauptort: Großgemeinde Fanyang (繁阳镇);
- Kreis Nanling (南陵县), 1.266 km², 431.148 Einwohner, Hauptort: Großgemeinde Jishan (籍山镇);
- Stadt Wuwei (无为市), 1.999 km², 817.997 Einwohner.

## Geschichte
Die Gegend um Wuhu ist seit spätestens 770 v. Chr. besiedelt. Wuhu war eine strategisch wichtige Stadt während der Zeit der Drei Reiche (208–280 n. Chr.) und wurde von der Wu-Dynastie kontrolliert. Zu dieser Zeit war der Name der Stadt Jiuzi (historisch Chiutzu, 鸠兹). Im 3. Jahrhundert fand hier die Schlacht der Königreiche Wu und Shu statt. Während der Ming-Dynastie entwickelte sich Wuhu zu einem wichtigen Handelszentrum und Binnenhafen. In dieser Zeit war die Stadt ein Zentrum des chinesischen Reishandels. Während der Schlacht von Wuhu besiegten 1644 Truppen der Qing den letzten Kaiser der Ming-Dynastie.
Im Zuge der „Ungleichen Verträge“ musste sich Wuhu 1876 als sogenannter Vertragshafen öffnen und den Großteil der Innenstadt nahe dem Jangtsekiang als Konzession der britischen Kolonialmacht übergeben. Aus dieser Zeit stammt die römisch-katholische St. Joseph Kathedrale Wuhu (圣若瑟主教座堂). Durch den Handel mit Reis, Holz und Tee wuchs die Stadt und entwickelte sich nach der Chinesischen Wiedervereinigung (1928) zu einem bedeutenden Wirtschafts- und Handelszentrum.
Zwischen 1937 und 1945 wurde Wuhu mehrfach von Truppen der japanischen Kwantung-Armee besetzt. Nach dem Zweiten Weltkrieg (genauer Pazifikkrieg) setzte sich die Prosperität der Stadt fort. Besonders die Textil- und Papierindustrie sowie der Schiffbau entwickelten sich zu wichtigen Wirtschaftszweigen. Der Schwerpunkt lag jedoch unverändert bei dem Handel mit Reis, Seide, Baumwolle, Tee, Weizen und Eiern. Mit Beginn des 21. Jahrhunderts gelang Wuhu zudem ein wirtschaftlicher Aufstieg zu einem Zentrum für industrielle Produktion und Fertigung in der Region.

## Wirtschaft
Die Stadt hat die zweitgrößte Wirtschaftskraft in Anhui, nach der Provinzhauptstadt Hefei. Im Jahr 2011 erreichte das BIP von Wuhu 165,8 Mrd. RMB, was einen Anstieg von 16,0 % gegenüber dem Vorjahr bedeutete. Das durchschnittliche Pro-Kopf-Einkommen betrug 47.028 RMB, mit einem Anstieg im Vergleich zum Vorjahr von 15,3 %.
In der Nähe von Wuhu befinden sich die höchsten für die HGÜ verwendeten Freileitungsmasten, und zwar die der Jangtse-Freileitungskreuzung Wuhu. In Wuhu befindet sich auch der Stammsitz von Chery Automobile und Anhui Conch Cement Company, dem größten Hersteller von Zement in China.
Wuhu besitzt den fünftgrößten Hafen des Yangtze und den letzten Tiefwasserhafen des Flusslaufes. Yuxikou Pier (裕溪口港) ist der größte Binnenhafen für Kohle in China.
Einer der höchsten Wolkenkratzer von Wuhu ist der Riverside Century Plaza Main Tower (侨鸿滨江世纪广场主塔).
In der Stadt gibt es seit 2015 den Freizeitpark Oriental Heritage.

## Transport
Wuhu wird als Haltestelle der Anhui–Jiangxi- und der Nanjing–Tongling-Eisenbahnlinie angefahren.
Bereits für das Jahr 2011 war eine Anbindung an das chinesische Hochgeschwindigkeitszugnetz der Strecke Nanjing-Anqing geplant, Anfang 2016 wurde die Strecke in Betrieb genommen. Die Reisezeit nach Nanjing beträgt weniger als eine halbe Stunde. Heute gibt es dreimal täglich eine Verbindung über Nanjing direkt nach Shanghai. (Stand: Frühjahr 2016)

## Städtepartnerschaften
Wuhu listet fünf Gemeindepartnerschaften auf:
| Stadt             | Land                            | seit |
| ----------------- | ------------------------------- | ---- |
| Kōchi             | Shikoku, Japan                  | 1985 |
| Pavia             | Lombardei, Italien              | 1988 |
| Torrejón de Ardoz | Madrid, Spanien                 | 1999 |
| Uljanowsk         | Wolga, Russland                 | 2018 |
| West Covina       | Kalifornien, Vereinigte Staaten | 2010 |

## Söhne und Töchter der Stadt
- Edward Russell Ayrton (1882–1914), britischer Ägyptologe
- Qian Xingcun (1900–1977), Literaturwissenschafter
- Chen Chen-hsiang (* 1942), Offizier und Politiker
- Joseph Liu Xinhong (* 1964), römisch-katholischer Bischof von Anqing
- Ge Yongxi (* 1974), Rechtsanwalt
- Zhao Wei (* 1976), Schauspielerin und Sängerin